# 11715 Гарперкларк
11715 Гарперкларк (11715 Harperclark) — астероїд головного поясу, відкритий 21 квітня 1998 року.
Тіссеранів параметр щодо Юпітера — 3,582.